# Plaque d'égout
 (mai 2016).
Si vous disposez d'ouvrages ou d'articles de référence ou si vous connaissez des sites web de qualité traitant du thème abordé ici, merci de compléter l'article en donnant les références utiles à sa vérifiabilité et en les liant à la section « Notes et références ».

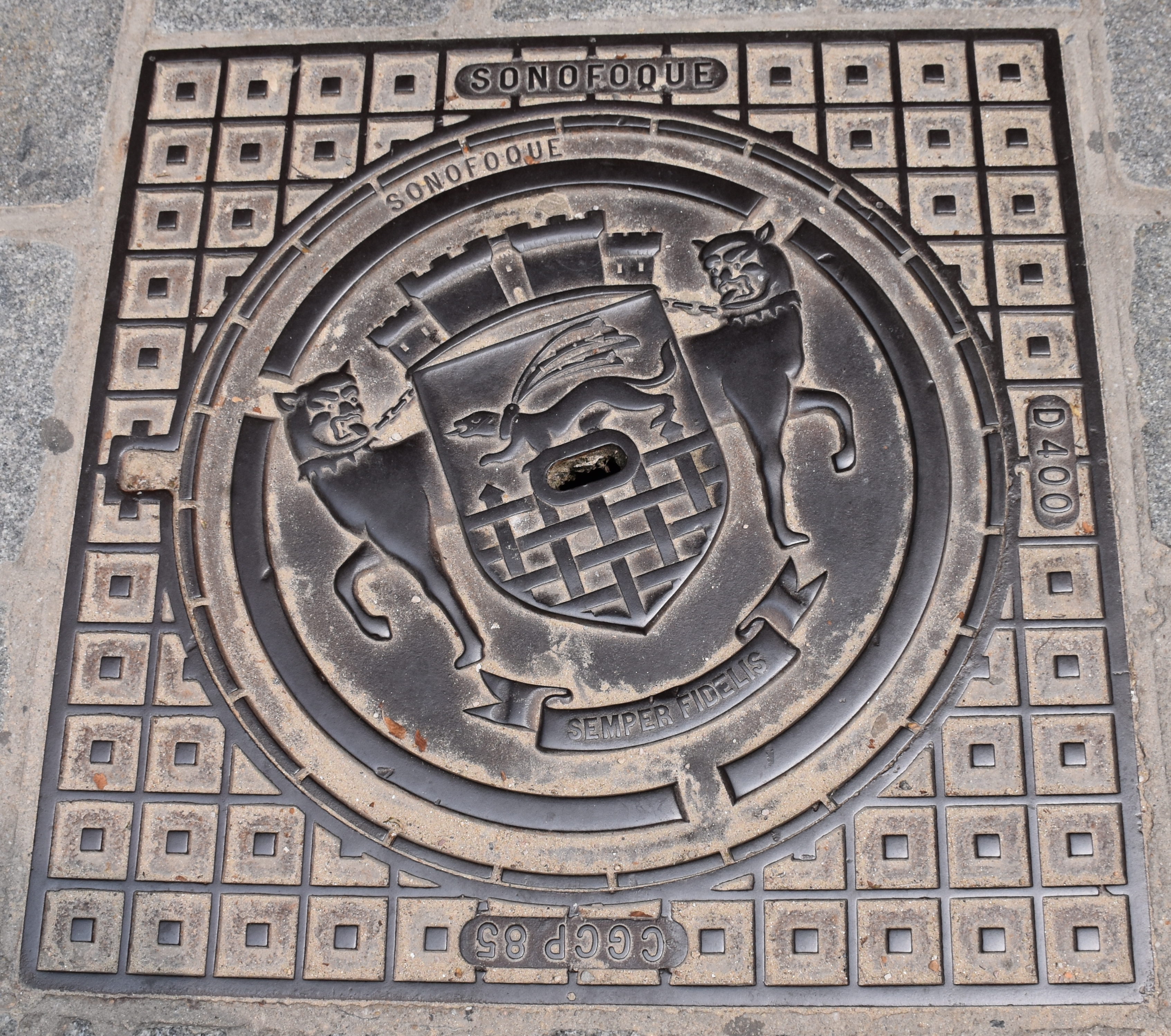
Plaque d'égout à Saint-Malo avec les armoiries de la ville.

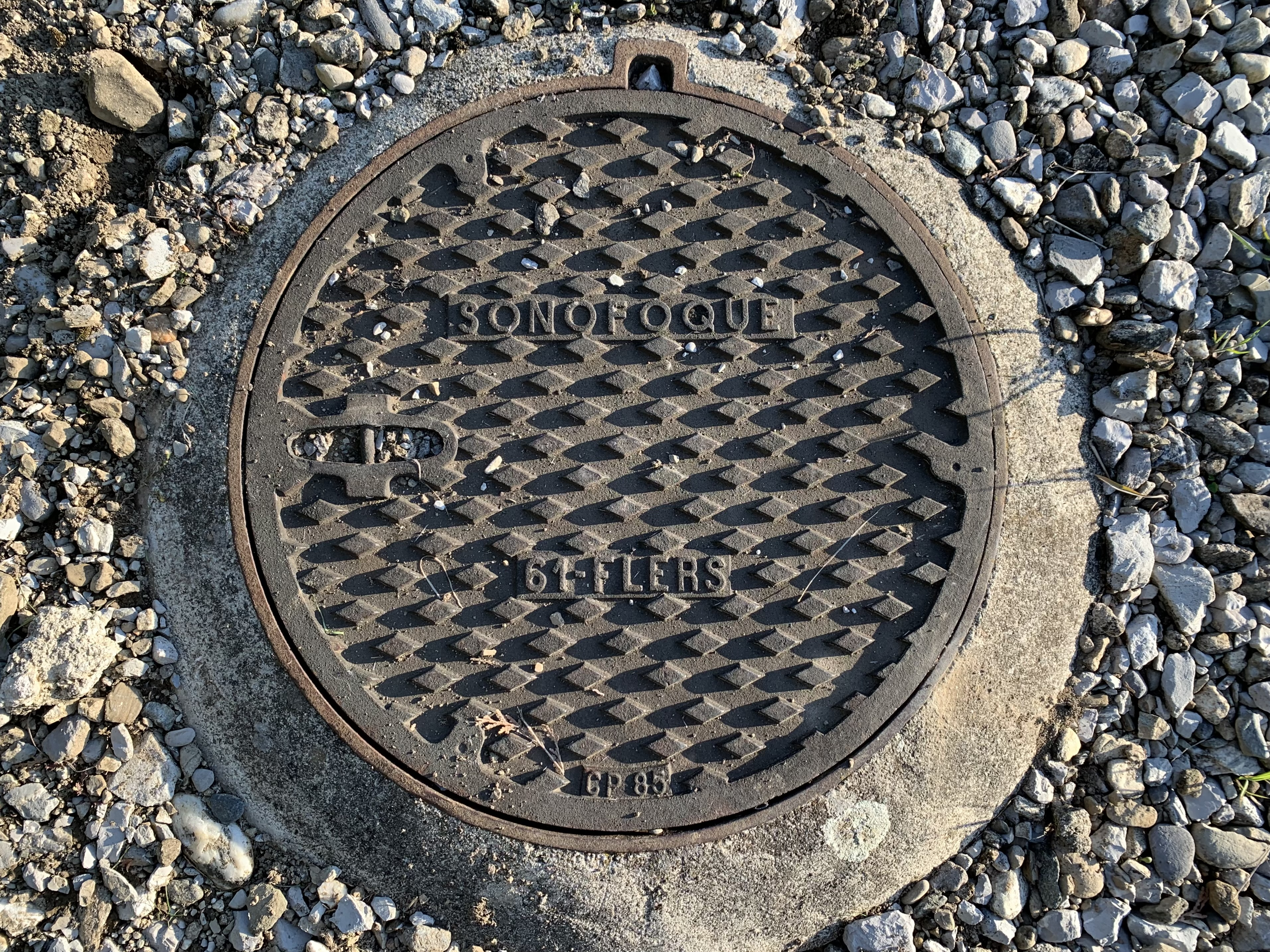
Plaque d’égout en fonte située en Haute-Savoie, fabriquée par Sonofoque à Flers dans l’Orne.

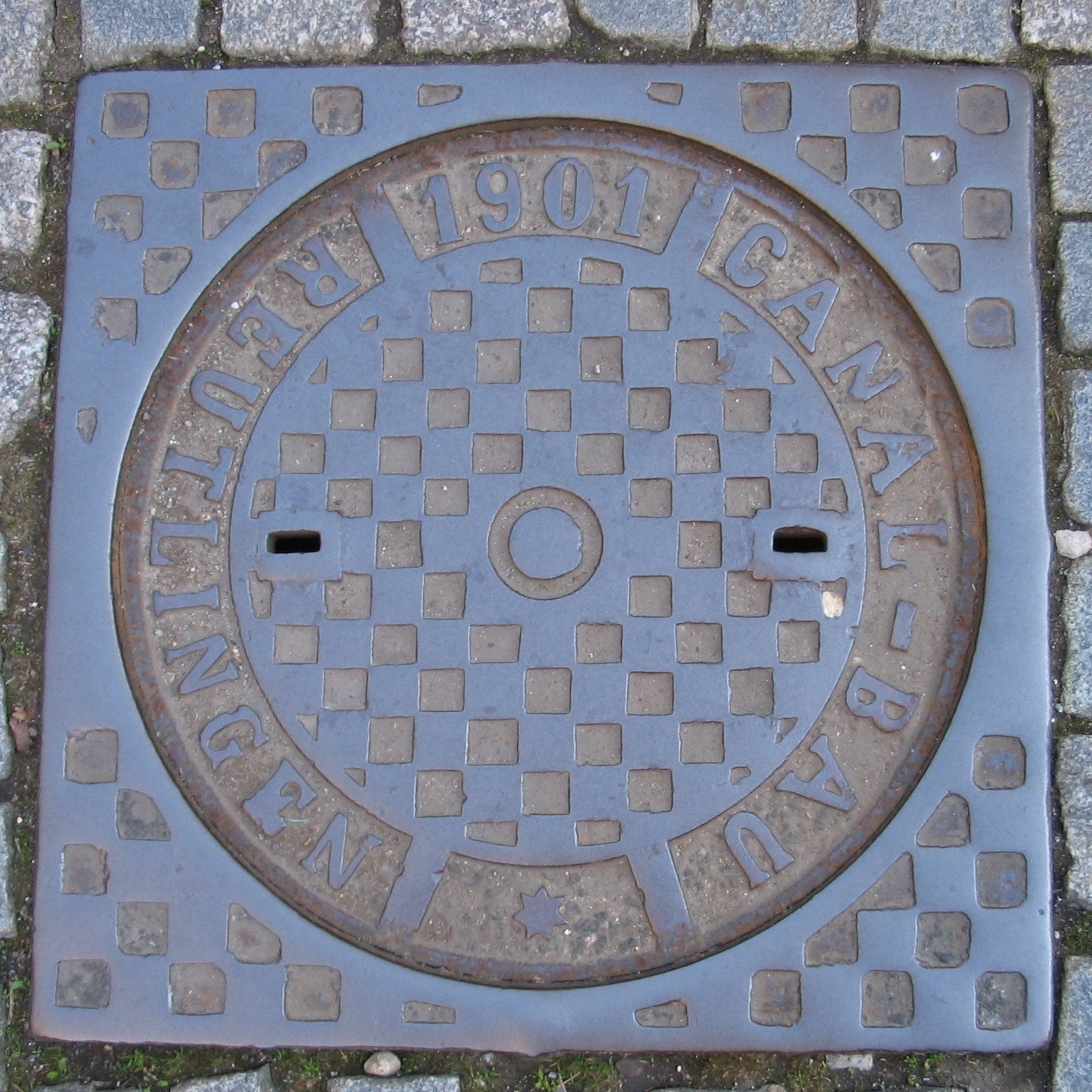
Plaque d'égout à Reutlingen (Allemagne), 1901.

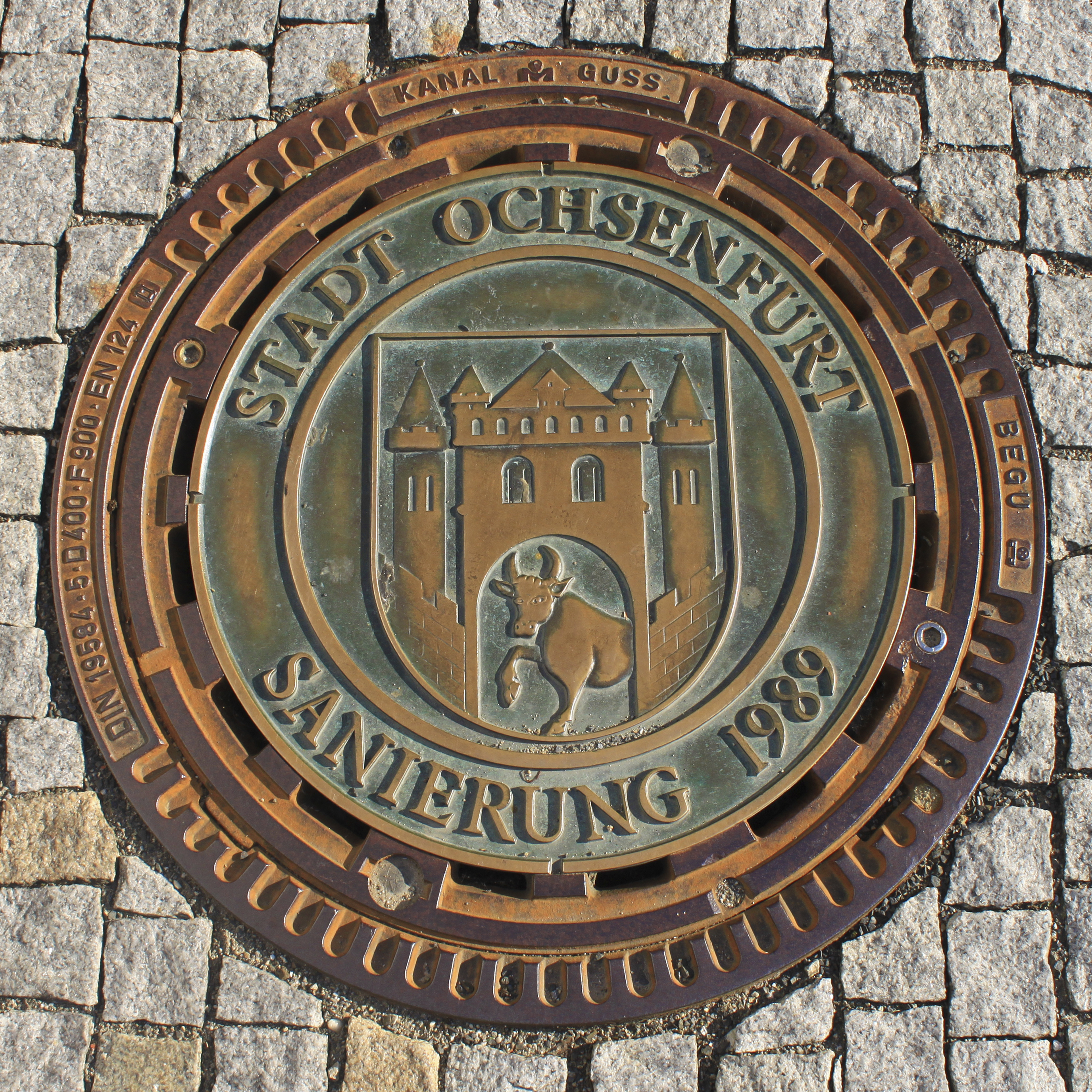
Plaque d'égout à Ochsenfurt, avec le blason de la ville.

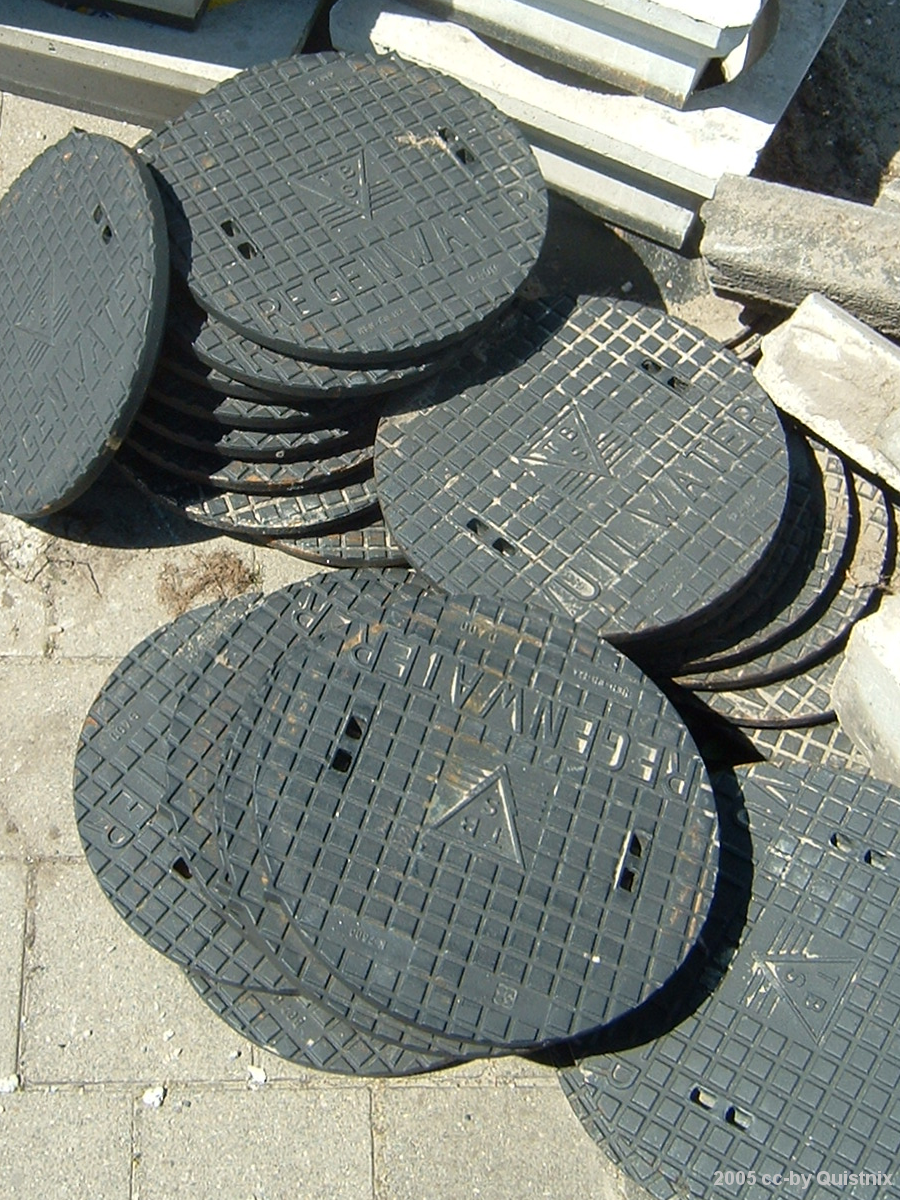
Plaques d'égout (Pays-Bas).

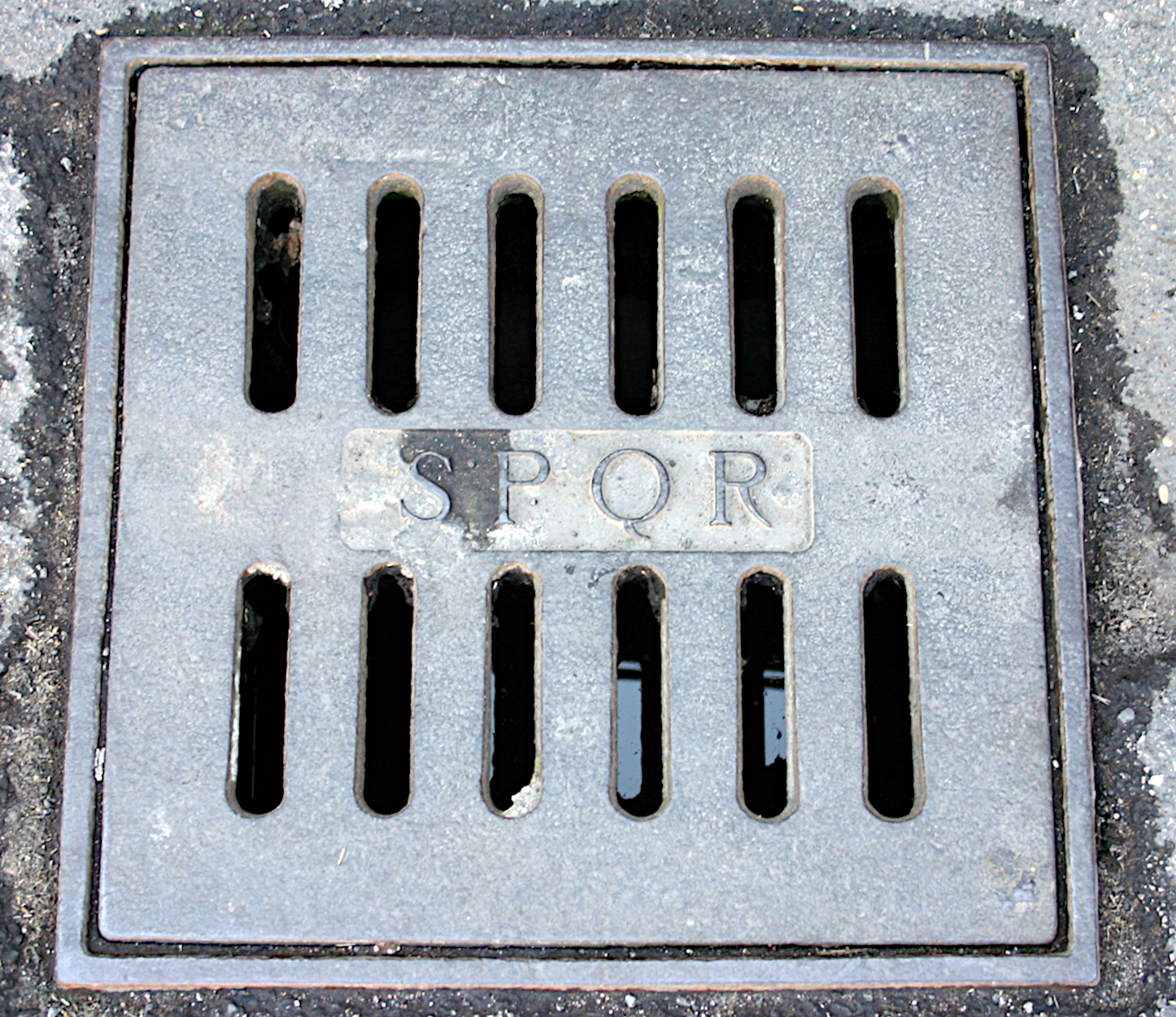
Grille d'égout à Rome, avec l'inscription SPQR.

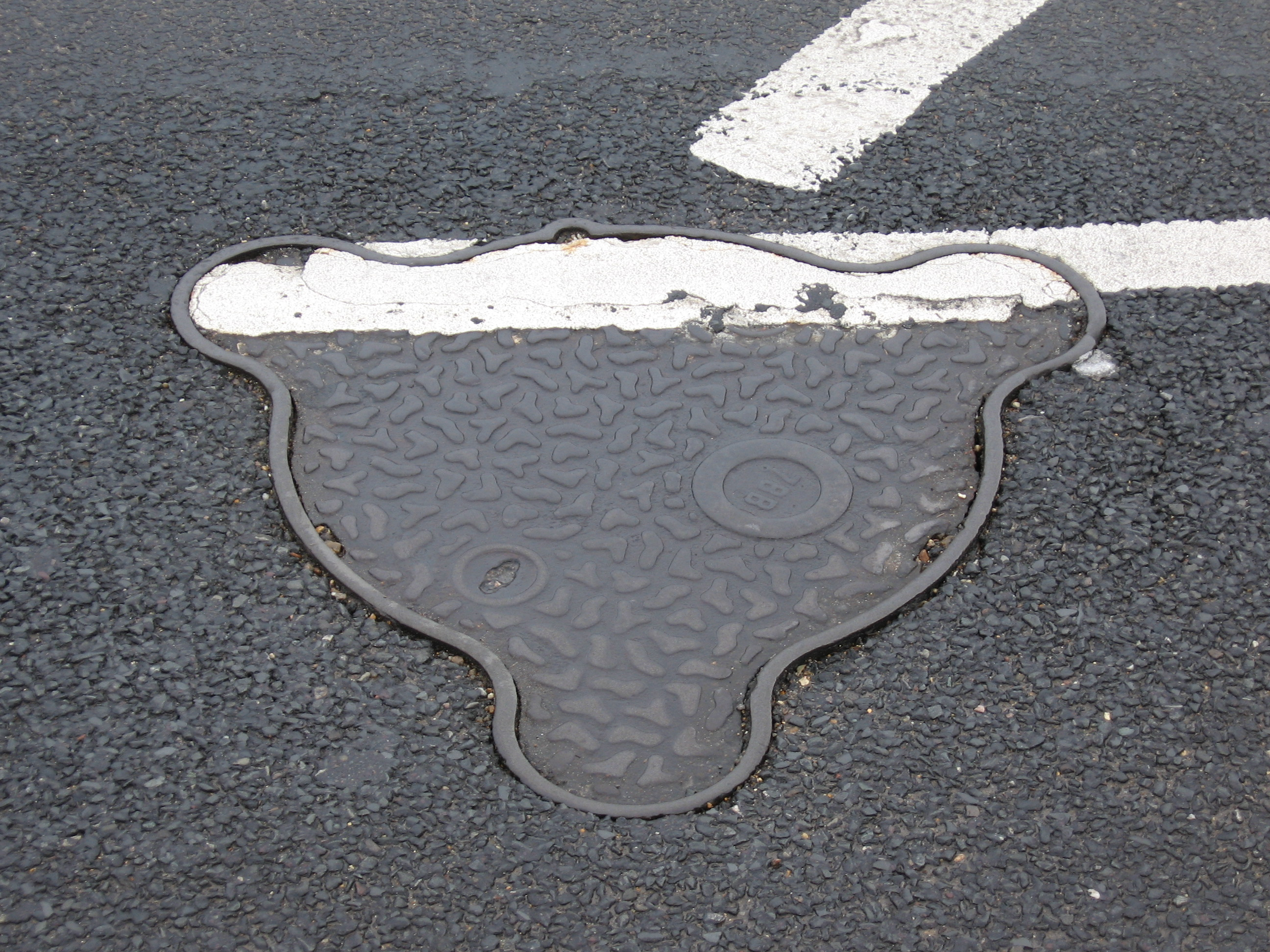
Plaque correspondant à un regard dont la forme facilite le passage d'une personne.

Une plaque d'égout, aussi appelée regard de chaussée, est le couvercle d'une bouche d'égout. Sa vocation est prioritairement utilitaire et sécuritaire : il s'agit de limiter l'accès des réseaux d'assainissement souterrains aux seuls professionnels (égoutiers) et d'éviter les accidents sur la voie publique. Son poids est pour ce faire élevé : plus de 50 kg. 
Il permet ainsi de maintenir la plaque en place quand la circulation routière passe au-dessus d'elle (voir ci-dessous), et s'explique par sa composition qui est souvent en fonte, parfois même avec des incrustations de béton ou d'enrobé (pour maintenir la continuité de la surface de la chaussée, et ainsi éviter la perte d'adhérence lorsque des véhicules ou personnes passent dessus). Cela les rend peu onéreuses et robustes, quoique lourdes. Elles sont souvent percées d'un trou qui permet de les soulever grâce à un outil comme un crochet léger, un té d'égoutier ou encore une barre à mine ou une pioche,.

## Décorations
Bien que ces plaques soient trop grandes pour qu'on puisse en faire collection[réf. nécessaire], leur abondance et les nombreux motifs et inscriptions dont elles sont parfois décorées a conduit certains à collectionner les photos de plaques d'égout rencontrées de par le monde. Comme décorations, on retrouve souvent des motifs géométriques disposés symétriquement, mais parfois des blasons ou le lieu de leur fabrication ou de la ville où elles sont posées, le nom de la fonderie qui les a fabriquées, leur année de fabrication, la norme à laquelle elles répondent, etc.

## Fabrication
L'Inde est devenue le principal producteur de plaques d'égout, poussant ainsi à la fermeture beaucoup de fabricants d'autres pays, grâce à ses bas salaires.[réf. nécessaire]
En France, le fabricant le plus connu est la compagnie Saint-Gobain qui les fabrique à Pont-à-Mousson.
La résistance des plaques d'égout est donnée par la classe de résistance.

## Forme de la plaque
Les plaques d'égout sont le plus souvent rondes, d'un diamètre légèrement plus grand que celui du trou ; il s'agit de la forme la plus simple à produire pour empêcher que la plaque ne tombe au fond du trou, ce qui constitue un facteur de sécurité pour les égoutiers travaillant au fond. Une plaque carrée, par exemple, pourrait tomber si on l'introduisait par la diagonale d'un trou carré.
Une forme ronde est également plus facile à manipuler pour les ouvriers ou les égoutiers, puisqu'il est possible de la faire rouler et de la replacer sans avoir à l'aligner, du moins pour les plaques qui s'enlèvent complètement, certaines ayant une patte de retenue et ne font que pivoter.
De plus, pour le trou, la forme cylindrique est la plus solide et la plus simple pour éviter sa compression par la pression de la terre l'entourant. La plaque est donc de la même forme que le trou.
D'autres formes répondraient à cet objectif, comme le triangle de Reuleaux (aussi appelé orbiforme équilatérale), ou bien encore une courbe de largeur constante[réf. souhaitée].
Cependant, on peut trouver, quoique plus rarement, d'autres formes, généralement carrées ou rectangulaires. La ville de Nashua au New Hampshire pourrait être un cas unique aux États-Unis pour ses plaques d'égout de forme triangulaire, qui pointent dans la direction du courant sous-jacent. Elles ont été fabriquées par une fonderie locale. La ville est cependant en train de les remplacer pour des formes plus classiques, car elles ne sont pas assez grandes pour les normes de sécurité modernes, et on ne trouve pas de plaques plus grandes en forme de triangle.

## Anecdotes

### Plaques d'égout et voitures de course
Les voitures de course produisent tellement d'aspiration à cause de leur aérodynamisme qu'elles peuvent soulever du sol les plaques d'égout. Pour des courses se déroulant en ville, les plaques d'égout doivent être soudées pour éviter les blessures. Le 23 septembre 1990, lors d'une course du Championnat FIA Sport Prototype à Montréal, la voiture du pilote Jesús Pareja a été frappée de plein fouet par une plaque d'égout soulevée par effet de sol par la voiture qu'il suivait. La plaque l'a frôlé et a complètement traversé sa voiture, crevant son réservoir. Sa voiture a percuté le mur et a pris feu, mais heureusement le pilote en est sorti indemne. Depuis lors, on a décidé de souder toutes les plaques d'égout sur ce tracé lorsqu'une compétition s'y déroule.

### Plaque d'égout isostatique

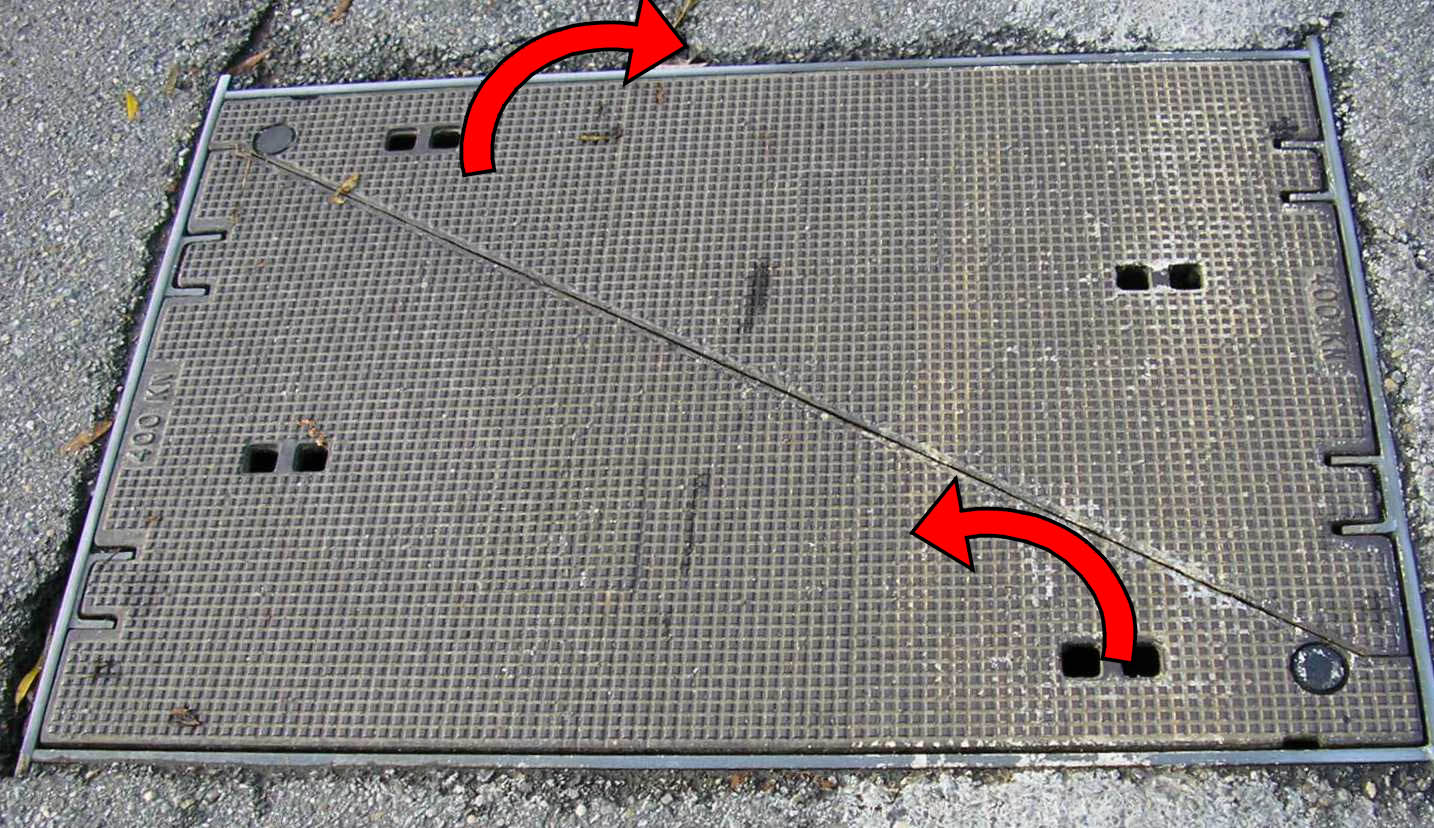
Plaque d'égout isostatique.

Une plaque d'égout classique n'est jamais parfaitement plane, de même que l'appui sur lequel elle repose. Il en résulte un bruit de basculement, métal sur métal, chaque fois qu'on marche dessus ou lorsqu'une roue de voiture la traverse.
La solution a consisté à supprimer cet appui hyperstatique et à le remplacer par un appui en trois points : deux demi-plaques triangulaires jumelles dessinent un carré coupé en diagonale. Ces demi-plaques sont articulées selon deux côtés opposés du carré, le troisième appui étant constitué par la pointe que l'on relève pour accéder au regard.

### Une plaque d'égout serait-elle le premier objet envoyé dans l'espace?
Une légende urbaine prétend que lors d'un essai nucléaire souterrain dans les années 1950, une plaque d'égout a accidentellement décollé de son emplacement habituel à une vitesse telle qu'elle aurait été capable de quitter l'atmosphère terrestre. Cette histoire est basée sur un fait réel : un incident qui s'est produit le 27 août 1957 lors de l'essai « Pascal-B » de la série de tests nucléaires souterrains de l'opération Plumbbob sur le site d'essais du Nevada (NTS). La plaque en acier, dont le poids est estimé à environ une tonne, qui fermait le puits du test, a été expulsée à une vitesse formidable et on ne l'a jamais revue ensuite. Cependant on peut douter qu'elle ait pu quitter l'atmosphère terrestre.

## Art

### Sur la plaque
À la Biennale des antiquaires de Paris, en 2006, une galerie présentait une plaque d'égout pour la ville de Chandigarh en Inde, dessinée par le cousin de Le Corbusier, Pierre Jeanneret. Le dessin de cette plaque reprend le plan de la ville.

### Œuvres dérivées de plaques
Pierre Alechinsky réalise des frottis de plaques d'égoût recouverts à l'encre de Chine.

## Danger
Les plaques d'égout en revêtement métallique peuvent s'avérer dangereuses en cas d'intempéries. Elles deviennent glissantes, pouvant mettre à mal l'équilibre des usagers de la route (piétons, cyclistes, motards, etc.). Le risque peut être renforcé lors d'aménagements mal pensés ou d'infrastructures défectueuses ou abîmées par le temps (plaque d'égout qui s'enfonce, nid-de-poule à proximité, etc.).

### Normes
- Norme EN 124 et surtout EN124 D400
- Norme NF EN 124 de novembre 1994 (indice de classement : P98311) « Dispositifs de couronnement et de fermeture pour les zones de circulation utilisées par les piétons et les véhicules - Principes de construction, essais types, marquage, contrôle de qualité. »
- Norme Deutsches Institut für Normung DIN 19584